# NGC 5035
NGC 5035 est une galaxie lenticulaire située dans la constellation de la Vierge. Sa vitesse par rapport au fond diffus cosmologique est de 2 497 ± 40 km/s, ce qui correspond à une distance de Hubble de 36,8 ± 2,6 Mpc (∼120 millions d'al). NGC 5035 a été découverte par l'astronome américain Edward Singleton Holden en 1881.